# Distretto di El Azizia
Il distretto di El Azizia è un distretto della Provincia di Médéa, in Algeria.

## Comuni
Il distretto di El Azizia comprende 3 comuni:
- El Azizia
- Maghraoua
- Mihoub